# S/2007 (2001 FL185) 1
S/2007 (2001 FL185) 1, também escrito como S/2007 (2001 FL185) 1, é o objeto secundário do corpo celeste denominado de 2001 FL185. Ele é um objeto transnetuniano que tem cerca de 88 km de diâmetro e orbita o corpo primário a uma distância de 1.900? km.